# Alphasida holosericea
Alphasida holosericea es una especie de coleóptero de la familia de los escarabajos Tenebrionidae.

## Distribución
Su área de distribución parece limitarse a Málaga y alrededores.